# Utaja (Rosja)
Utaja (ros. Утая) – wieś w Rosji, w Jakucji, w ułusie wierchniekołymskim. W 2021 liczyła 106 mieszkańców, głównie Ewenów.